# Апиладо, Рут
Рут Апиладо (англ. Ruth Apilado, урожд. Рут Моссель Мейс (англ. Ruth Mosselle Mays); род. 30 апреля 1908 года — 15 августа 2021 года) — американская долгожительница, редактор газеты, писательница, активист по борьбе с расизмом и основатель «America’s Intercultural Magazine». Является также одним из супердолгожителей, которые известны также по причинам, не связанных с долголетием.

## Биография
Апиладо родилась 30 апреля 1908 года в Чикаго, штат Иллинойс. Её родителями были Стюарт и Клара Мейс.
Рут стала работать учителем в 1928 году, после окончания Чикагского Государственного Университета. Она начала свою журналистскую карьеру в 1942 году, когда она некоторое время работала редактором в недавно созданном «Negro Youth Photo Scripts Magazine». В 1945 году она написала письмо редактору, в котором выразила свою критику мемуарам Ричарда Райта «Чёрный мальчик», указав, что это было неточное описание типичного детства афроамериканцев. В 1950 году Апиладо опубликовала роман под названием «Joneses».
После ухода из сферы образования в 1973 году Апиладо основала «America’s Intercultural Magazine» (AIM), ежеквартальный журнал, целью которого является «преодоление разрыва между расами, культурами и религиями». Первая попытка создания такого журнала (тогда он имел название «Freedom Press») была предпринята в 1948 году, когда Рут Апиладо обратилась к газете «Berkeley Daily Gazette» с просьбой помочь ей и её коллегам в маркетинге.
Её антирасистская позиция была отражена в редакционных статьях, которые она писала. Например, она похвалила активиста и церковного лидера Виллу Сондерса Джонса в 1975 году. 16 июня 1990 года она приняла участие в дискуссии на конференции писателей в Elgin Community College в штате Иллинойс.

## Личная жизнь
Мужем Рут Апиладо был Иносенсио Апиладо, который имел филиппинские корни. Их сын, Мирон Апиладо, был вице-президентом по делам меньшинств Вашингтонского университета до 2000 года, а также редактором AIM. 26 августа 2004 года, в возрасте 96 лет, Апиладо дала интервью Ларри Кроу из The History Makers, проекта, который производит устные материалы по истории афроамериканцев. Ей было 110 лет по состоянию на 19 декабря 2018 года.